# Buldog francès
El buldog francès és una raça de gos original de França establerta com a tal a finals del segle xix. Tanmateix, malgrat el seu nom, Amèrica i la Gran Bretanya han exercit importants papers en el desenvolupament d'aquesta raça. D'ulls vius i orelles molt grosses semblants a les d'una ratapinyada, és bastant sorollós i no pels seus lladrucs, si no pels roncs que fa a causa de la seva cara camusa (aplanada) i pels seus petits orificis nasals. Els seus roncs són bastant alts en comparació a la seva grandària. Se'ls coneix popularment com a "frenchies". Són excel·lents caçadors de ratolins. Les seves primeres exhibicions de la raça a Anglaterra van causar una gran revolada, ja que el Buldog era un símbol de la cultura anglesa.

## Origen

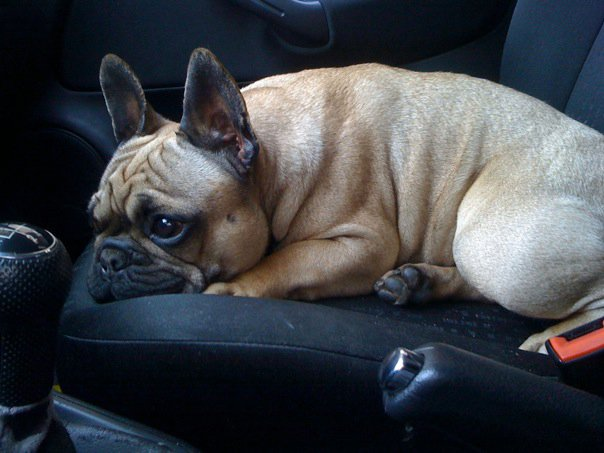
Buldog francès

El buldog francès prové de França. Descendeix dels Molosoides de l'Epir i de l'Imperi Romà, és parent del buldog anglès, dels Alans de l'edat mitjana, i dels "dogos" i "doguillos" de França. El "dogo" que nosaltres coneixem és el producte de diferents encreuaments que van efectuar els criadors apassionats dels barris populars de París en la dècada de 1880 que els utilitzaven per fer baralles entre ells.
Durant gairebé tot el segle passat va ser el company dels treballadors del mercat central de París, carnissers, cotxers, mossos dels baixos fons de París, que ho ensinistraven com a gos de combat per creuar apostes en sanguinàries trobades; però va conquistar l'alta societat i el món dels artistes pel seu físic particular i el seu caràcter i es va propagar ràpidament.
Francesos i anglesos sostenen teories contradictòries sobre l'origen de la raça. Els francesos afirmen que es tracta d'una raça autòctona, molt antiga, obtinguda d'encreuaments entre diverses races de gossos francesos, successivament seleccionats fins a arribar a l'aspecte actual. Totalment diferent és la tesi anglesa, segons la qual aquest gos és un descendent directe del buldog anglès, obtingut dels exemplars de grandària més petita que eren deixats pels anglesos a les costes de Normandia. Només amb posterioritat haurien rebut sang d'altres races que, d'una banda, han modificat el caràcter i el temperament i, per un altre, han reduït també la grandària. Els cinòfils s'inclinen més per la teoria anglesa, ja que moltes de les característiques de raça són molt similars en un i un altre gos i resulta notable el fet que bouledigue en francès equival a bulldog. Es va establir el primer estàndard i el 1898 es va fer el primer show específic dedicat a aquesta raça.

## Morfologia
Es tracta d'un gos petit, robust, de cos compacte i sòlid amb una bona ossada i una capa de pèl curta i llisa. Amb força proporcionada a la seva petita grandària, de pèl curt, amb les orelles rectes i grosses semblants a les d'un gat i amb la cua naturalment curta. El cap és més aviat quadrat, gran i ample, encara que proporcionada respecte a la grandària del gos. El Crani és gairebé pla entre les orelles, amb el front abovedat i amb la pell solta formant plecs i arrugues simètriques per tota la cara. Té el musell ampli, profund i d'implantació bastant posterior. Té la tòfona i els llavis negres. Mandíbula profunda, quadrada, ampla i amb tancament lleugerament retardat. Té un nas molt aplanat, gros i curt creant un petit forat entre el front i el nas.
Els seus ulls són preferentment foscos i en concordança amb el color de la capa són de grandària moderada, arrodonits i no estan ni enfonsats ni ressaltats. No mostren la part blanca de l'ull quan miren endavant. Les orelles són de grandària bastant gran comparada amb el seu físic petit, amples en la seva base i arrodonides en la punta, d'implantació alta i portades teses i paral·leles. El coll és curt, lleugerament corbat i sense papada. Les potes anteriors són separades, amb ossada recta, fortes, musculoses i curtes. La línia dorsal s'eleva progressivament fins al nivell del ronyó per descendir ràpidament fins a la cua. Dors llarg i musculós. El pit és arrodonit i ampli, les costelles anomenades de tonel, són molt arrodonides. El ventre està recollit. Les potes posteriors són fortes, musculoses i més llargues que les davanteres, fent que el ronyó quedi més alt que la creu. Té les dents molt afilades i robustes. Quan agafen alguna cosa no la deixen anar.
- Tipus molós, de talla petita, pèl curt, musculós, fort i compacte.
- Potent per a la seva petita alçada, curt, compacte en totes les seves proporcions, pèl ras, cara curta, nas camús, orelles erectes i coll naturalment curt. Ha de tenir aspecte d'animal actiu, intel·ligent, molt musculós, d'estructura compacta i sòlida estructura òssia.
- De cua petita, gruixuda al principi i nua al final.
- Una altra característica són les "orelles de ratapinyada". És la raça canina que més pavelló auricular mostra quan mira al capdavant.
- El cap ha de ser molt fort, ample i quadrat. La pell forma plecs i arrugues gairebé simètriques. Es caracteritza per una contracció del complex maxil·lofacial: el crani ha guanyat en amplada el que ha perdut de llarg.
- Per un buldog en bones condicions el pes no ha de ser menor de 8 kg, ni major de 14 kg, ja que la mida està en proporció amb el pes.

## Caràcter i manteniment

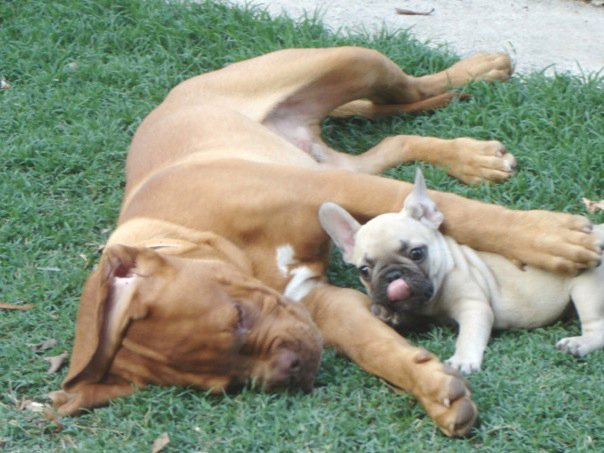
El buldog francès pot conviure fàcilment amb altres races.

Aquest gos necessita exercici durant uns 55 minuts diaris. És important que es tregui a passejar com a mínim tres vegades al dia. No és un gos ideal per a grans caminades però és un bon animal de companyia, molt juganer, actiu. A causa de la seva adaptabilitat i tranquil·litat, ja que és poc bordador. El buldog francès prefereixen els climes freds, ja que són bastant sensibles a les altes temperatures. És aconsellable evitar exposar-lo a la calor forta i anar amb compte amb el sobrepès, que podria causar problemes respiratoris.
- Sociable, alegre i juganer.
- És un gos petit, còmic i afable, que sobresurt com a gos de companyia i que només busca afecte.
- Amistosos, excel·lents amb els nens, compatibles amb altres mascotes i a més molt adorables.
- És un gos molt dolç, afectuós i pacient, afectuós particularment amb els nens, i molt protector amb ells, especialment les femelles.
- Aquesta raça borda rarament, excepte quan li fa falta: per cridar l'atenció, quan necessita alguna cosa o quan està contrariat.
- És un bon guardià que bordarà quan senti un soroll, és protector amb la llar i amb els seus amos, i estarà sempre alerta dels perills.
- És un gos intel·ligent, però altament tossut pel seu origen de gos de presa, de manera que convé educar-lo amb consciència.
- És un gos molt tranquil, a qui li agrada dormir molt, ronca una mica i llença molts gasos, conviu genial amb altres gossos si és femella és millor que convisqui amb un mascle i si és mascle amb femelles, si vol al buldog com a gos de cria no és molt fàcil el part, ja que tenen un cap molt gran i són difícils de treure.

## Salut

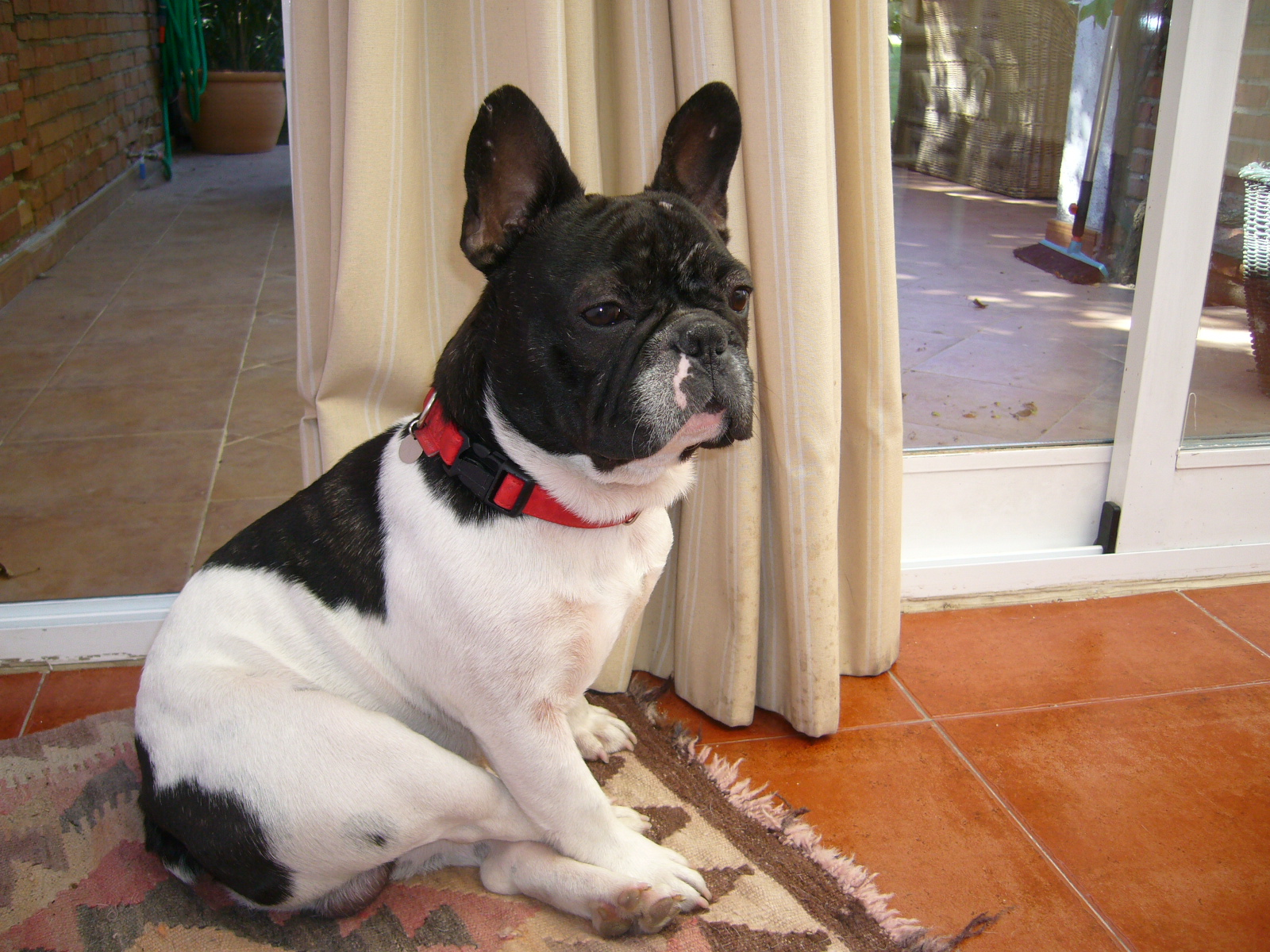
Un buldog francès

El so que fan els roncs tant a la nit com de dia són característics de la raça però si el so és exagerat o es veu clarament que el cadell li costa respirar, es tracta d'un defecte que pot implicar-li greus problemes de salut.
Les complicacions més freqüents estan relacionades amb desproporcions en la grandària o excés de pes i poden ser tan greus com a dificultat respiratòria, complicacions cardíaques i problemes de columna.
El buldog francès és tan sensible al fred intens com a les temperatures elevades i ha de ser protegit de tots dos extrems.
La raça té una predisposició preocupant a desenvolupar diversos tipus de càncer, malformacions congènites i al·lèrgies en la pell, però un exemplar triat adequadament tindrà una vida plena i feliç durant almenys dotze anys. Les necessitats d'empolainat del buldog francès són mínimes, s'adapta bé a la vida d'interior i no necessita fer molt exercici, encara que com tot gos sí que requereix que li treguin a passejar diàriament.
El problema més greu que afecta el buldog francès és el càncer, no obstant això el més comú és que pateixi problemes d'excés de grandària i sobrepès. En els gossos massa grans és freqüent detectar dificultats respiratòries, complicacions cardíaques i problemes de dors/vèrtebres.